# Médiation civile
 (janvier 2023).
Si vous disposez d'ouvrages ou d'articles de référence ou si vous connaissez des sites web de qualité traitant du thème abordé ici, merci de compléter l'article en donnant les références utiles à sa vérifiabilité et en les liant à la section « Notes et références ».
La médiation civile est définie relativement au droit civil. Elle s'applique [Où ?] à tous les différends entre des personnes liées ou non par un contrat, pour des causes qui concernent le droit civil. En cela, la médiation civile peut se distinguer de la médiation administrative, de la médiation pénale ou de la médiation politique.

## Généralités
La médiation civile relève de la liberté contractuelle.
Lorsqu'elle est placée sous l'égide d'un juge, la médiation civile est appelée médiation civile judiciaire. La loi fait une tentative d'encadrement juridique d'une acceptation volontaire et mutuelle. Elle tend à donner force de jugement sans prévoir aucune mesure contraignante à l'acceptation par les parties d'aller vers un processus qu'elles peuvent abandonner à tout moment.

## Secteurs ou domaines concernés
La famille, la consommation et le commerce.